# اولا کلنیوس
اولا کلنیوس (انگلیسی: Ola Källenius؛ زادهٔ ۱۱ ژوئن ۱۹۶۹) مدیر اجرایی اهل سوئد است، که هم‌اکنون به‌عنوان رئیس هیئت مدیره شرکت دایملر آگ و مدیرعامل مرسدس-بنز فعالیت می‌کند.